# زرنيخيد الإتريوم الثلاثي
أرسينيد الإتريوم الثلاثي هو مركب كيميائي غير عضوي من عنصري الإتريوم والزرنيخ؛ له الصيغة الكيميائية YAs.